# Herczeg Flóra
Herczeg Flóra (Miskolc, 1984. december 16. –) magyar énekesnő, népdalénekesnő. Először hétévesen állt színpadon, néptáncosként. Később népdalénekes lett. Tagja volt a Narco Polo együttesnek, ma pedig a Herczeg Flóra és a Veszelka kommandó énekese. 2008-ban a Társulat c. tehetségkutató műsor keretében választották ki az István, a király c. rockopera Réka szerepére.

## Életrajz
Miskolcon született, mégis egriként tartja számon magát. Egész gyermekkora a néptánc, a népzene és a népművészetek jegyében telt, mellette pedig 7 évig zongorázni, 5 évig pedig gitározni tanult. A népdalokkal 11 évesen kezdett el foglalkozni, és 17 évesen országos versenyen első helyezést ért el Sellyén. Ekkor úgy döntött, hogy többet nem versenyez, mert nem neki való. Tanulmányait a Debreceni Egyetemen, francia szakon folytatta.
2004-ben arra az elhatározásra jutott, hogy kiad egy népdalos lemezt, és annak teljes bevételét felvidéki és kárpátaljai iskoláknak adományozza. Magyar nyelvű könyvtáraik bővítéseképpen irodalmi könyveket és a magyar történelemről és kultúráról szóló társasjátékokat ajándékozott 10 iskolának. A „Zúgadoz ez erdő sok szép énekszótól” c. album 700 példányban kelt el.
2005-ben az egyetemen Comenius ösztöndíjat nyert, amelynek keretein belül 4 hónapot Szicíliában töltött, és ott francia nyelvet illetve magyar kultúrát tanított egy kéttannyelvű gimnáziumban, nyelvtanári asszisztensként.
Ugyanebben az évben kereste fel a Narco Polo világzenei együttes, hogy legyen az énekesük. Egy percig sem gondolkodott, hiszen szerette volna a népdalokat más zenei környezetben is a közönség elé tárni. A zenekarral folyamatosan koncertezett egészen annak 2009-es átalakulásáig, aztán Veszelka Kommandó néven folytatták a munkát.
2007-ben jelentkezett „A Társulat” c. szerepválogató műsorba, amelynek során a 25. jubileumát ünneplő Szörényi-Bródy rockopera, az „István, a király” díszelőadására keresték a 8 főszerepre alkalmas amatőr/profi színész-énekest, akiket egy 12 héten át tartó műsorfolyam keretein belül választottak ki. A több mint 1000 indulóból végül sikerült elnyernie Réka szerepét, ami egyben nagy gyermekkori álma beteljesülése is volt. Az „István, a király”-t az elmúlt évek alatt kb. 200 000 ember előtt játszották. A hanglemez 1 hónap alatt lett aranylemez.
2009 szeptemberében a Veszelka Kommandóval világzenei lemezt adott ki, ám a turné után kilépett a zenekarból.
2010-ben franciatanári diplomával a kezében új utakat keresett: egy kiváló zongoristával, Gonda Lászlóval kezdett el dolgozni, ennek gyümölcseként 2011. február elején jelent meg a „Ringass még – Presser Gábor dalai” című új lemeze.
A Gárdonyi Géza Színházban a 2011/2012-es idényben a Csíksomlyói passióban Égi Mária, A fejedelemben Cinka Panna szerepét játszotta.
Az Isten rabjai című, Gárdonyi Géza regénye nyomán készült musicalben Margitot alakította. A zenés darabot 2013. június 21-én és 22-én mutatták be Egerben, a Líceum-udvarban.